# Thiruvithankodu
Thiruvithankodu (o Thiruvithancode) è una suddivisione dell'India, classificata come town panchayat, di 16.689 abitanti, situata nel distretto di Kanyakumari, nello stato federato del Tamil Nadu. In base al numero di abitanti la città rientra nella classe IV (da 10.000 a 19.999 persone).

## Geografia fisica
La città è situata a 08° 14' 54 N e 77° 17' 50 E.

## Società

### Evoluzione demografica
Al censimento del 2001 la popolazione di Thiruvithankodu assommava a 16.689 persone, delle quali 8.225 maschi e 8.464 femmine. I bambini di età inferiore o uguale ai sei anni assommavano a 1.722, dei quali 875 maschi e 847 femmine. Infine, coloro che erano in grado di saper almeno leggere e scrivere erano 13.612, dei quali 6.913 maschi e 6.699 femmine.